# Брыжак, Олег
Оле́г Брыжа́к (нем. Oleg Bryjak, укр. Олег Брижак; 27 октября 1960 — 24 марта 2015) — немецкий оперный певец украинского происхождения.

## Биография
Отец Олега во время Великой Отечественной войны в 15-летнем возрасте был вывезен с оккупированной Украины в Германию на принудительные работы, а после возвращения в СССР был арестован и отправлен в казахстанские лагеря. Олег Брыжак в 1979 году окончил Карагандинское музыкальное училище по классу баяна. Во время учёбы в училище для заработка работал в студенческом хоре, где впервые заметили его голос, но окончательно уговорить попробовать петь удалось только отцу. В 1984 году Брыжак окончил Алма-Атинскую консерваторию по классу вокала и стал работать преподавателем Джезказганского и Темиртауского музыкальных училищ.
В 1986—1989 годах был солистом Челябинского и Львовского оперных театров. В 1989—1991 годах — солист Капеллы имени М. И. Глинки в Ленинграде. В 1990 году получил вторую премию на международном конкурсе колоратурных певцов имени Сильвии Гести (нем. Internationalen Koloratur-Gesangswettbewerbs-Sylvia Geszty) в Штутгарте.
После эмиграции из СССР в 1991—1996 годах был солистом Баденского государственного театра в Карлсруэ. С 1996 года — солист Немецкой оперы на Рейне в Дюссельдорфе.
Несколько раз принимал участие в ежегодном Байройтском фестивальном театре.
В конце 1980-х годов был рукоположен в сан диакона Русской православной церкви. Службу правил в Украинской православной церкви в Крефельде под Дюссельдорфом на двух языках — украинском и немецком.
Погиб 24 марта 2015 года в катастрофе самолёта Airbus A320-211. Этим рейсом Олег Брыжак и его коллега, оперная певица Мария Раднер, возвращались домой из Барселоны после выступления в опере Рихарда Вагнера «Зигфрид» в театре «Лисео».